# Kotyli (Arcadia)
Kotyli (greacă Κωτίλι) este un oraș în Grecia în prefectura Arcadia.